# Expédition de Umar ibn al-Khatab
L’Expédition de Umar ibn al-Khatab à Turbah se déroula en juillet 628 AD, 3e Mois 7AH, du Calendrier Islamique.
L’expédition fut dirigée par Umar, sur l’ordre de Mahomet,.